# Епархия Бове

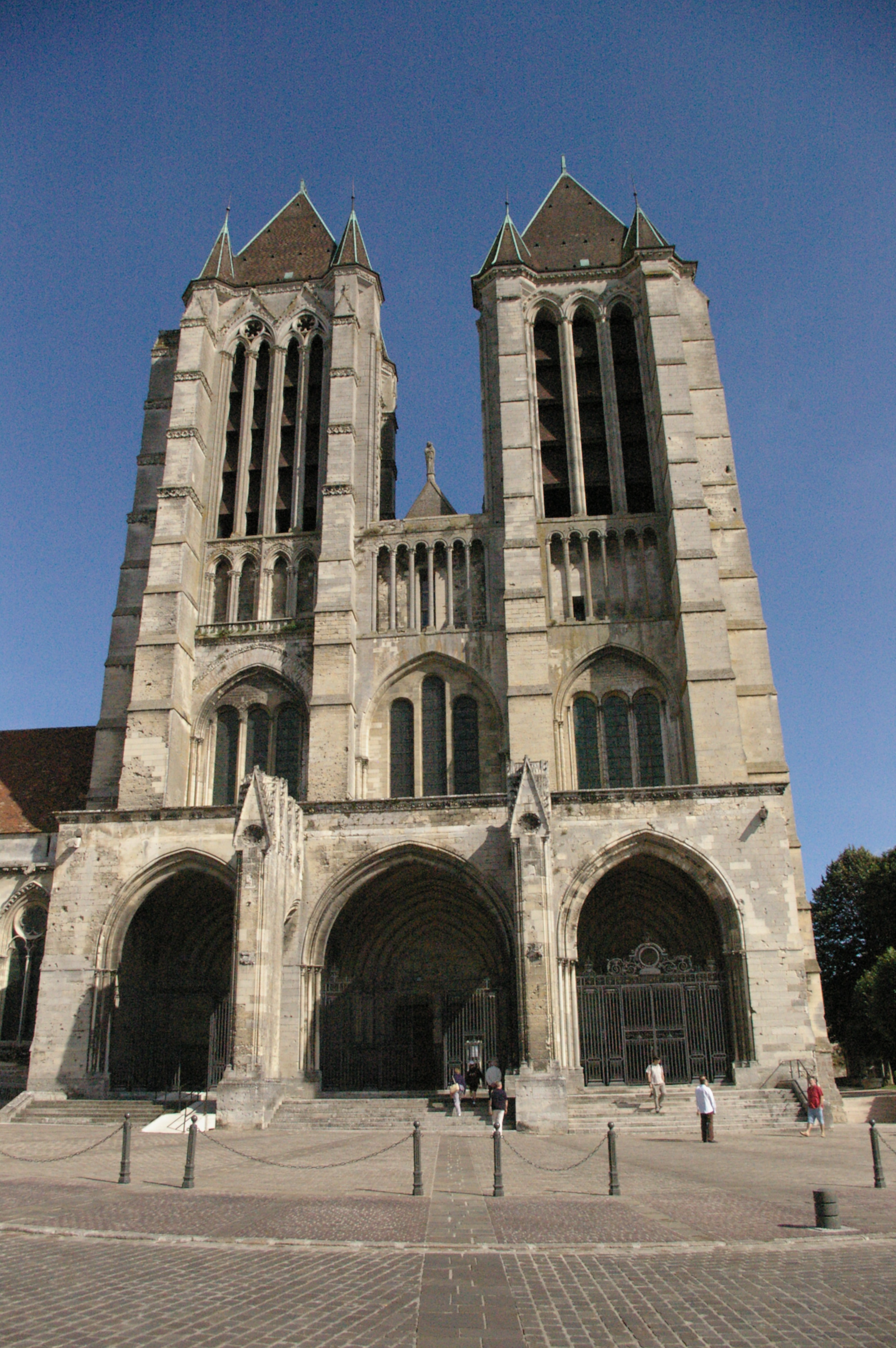
Собор Нотр-Дам-де-Нуайон.

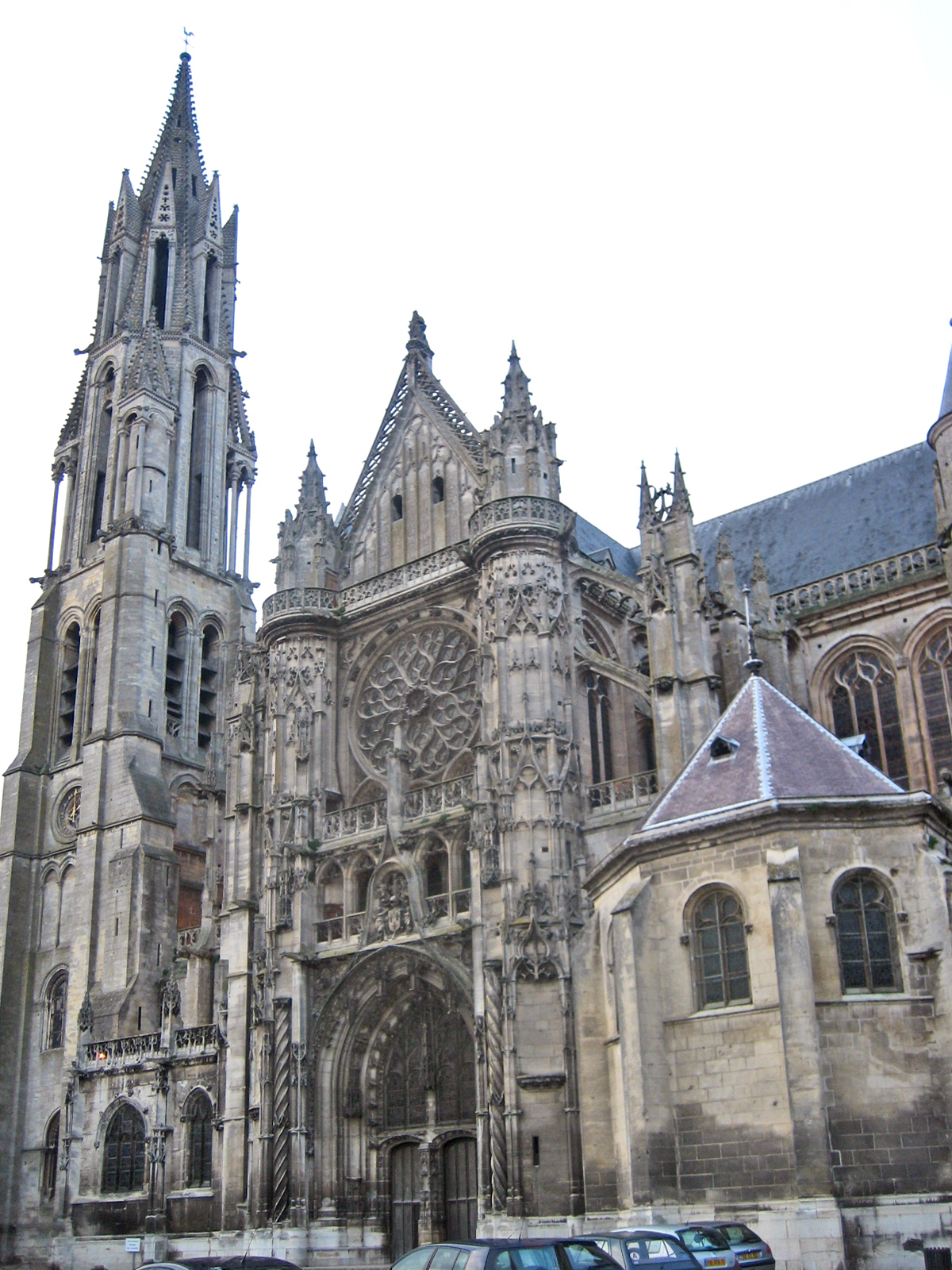
Собор Нотр-Дам-де-Санлис.

Епархия Бове (лат. Dioecesis Bellovacensis, фр. Diocèse de Beauvais) — епархия в составе архиепархии-митрополии Реймса Римско-католической церкви во Франции. В настоящее время епархией управляет епископ Жак Бенуа-Гоннен.
Клир епархии включает 137 священников (120 епархиальных и 17 монашествующих священников), 22 диакона, 41 монах, 194 монахини.
Адрес епархии: 15 rue Jeanne Hachette, B.P. 20636, 60026 Beauvais CEDEX, France.

## Территория
В юрисдикцию епархии входит 45 приходов в департаменте Уаза во Франции.
Кафедра епископа находится в городе Бове в церкви Святого Петра. В городах Нуайон и Санлис находятся соборы упраздненных одноимённых епархий. Оба храма освящены в честь Пресвятой Девы Марии.

## История
Кафедра Бове была основана в конце III века. По преданию, первым епископом епархии Бове был мученик, святой Люсьен (Лукиан). Имена многих епископов, занимавших кафедру Бове до IX века, впервые встречаются в документах эпохи Средневековья.
После 1013 года епископы Бове получили титул графов и право осуществлять светскую власть в границах епархии.
В XVI веке Луи де Вилье де Лиль-Адам был последним епископом, избиранным капитулом собора. Его преемник Антуан Ласкарис был избран королём Франции. В том же веке, кардинал-епископ Оде де Колиньи принял кальвинизм, за что он был признан виновным в ереси, отлучен от Церкви, лишен кафедры и сана кардинала. В результате этих нестроений, епархия оставалась вакантной в течение шести лет.
После конкордата 1801 года буллой Qui Christi Domini Папы Пия VII от 29 ноября 1801 года епархия Бове была упразднена, а её территория была включена в состав епархии Амьена.
Новый конкордат, заключенный между Святым Престолом и Францией в июне 1817 года, одним из пунктов вклюячал восстановление епархии Бове. Но это соглашение не вступило в силу, поскольку не было ратифицировано парламентом в Париже.
6 октября 1822 года буллой Paternae charitatis Папа Пий VII епархия Бове была окончательно восстановлена на прежней территории с включением в её состав территорий упраздненных епархий Нойона и Санлиса.
12 апреля 1851 года епископам Бове было позволено титуловаться также епископами Нуайона и Санлиса.

## Ординарии епархии
- святой Луциан (290);
- Таласис (292);
- Виктор (306);
- Ханар (337);
- Нумиций (350);
- Лицерий (375);
- Темер (375);
- Бертегезиль (392);
- Родомар (418);
- Ансольд (456);
- Риберт (480);
- Когерим (526);
- Ансельм (535);
- Маврин (545);
- Константин (555—561);
- Химберт (VI век);
- Радинг (VI век);
- Додо (580);
- Хильдеман (VI/VII век);
- святой Марин (610);
- Рокоальд (640);
- Мирольд (654);
- Климент (666 — 680);
- святой Константин II (680—697);
- Эркамберт (700);
- Остринг (VIII век);
- Деодат (740—744);
- Андрей (упоминается в 755);
- Аустринг (770);
- Адальман (792—811);
- Рагимберт (811—821);
- святой Хильдеман (821 — 08.12.844);
- Эрминфрид (846—859);
- святой Одо (861—881);
- Ротгарий (882—883);
- Гонорат (884 — 13.01.901);
- Херлуин (902—921);
- Бовон (921);
- Хильдегар (933—972);
- Валлеран (X век);
- Эрве (987—997);
- Юг (998);
- Роже I де Блуа (1002 — 24.06.1022);
- Герен (1022 — 04.11.1030);
- Дрого (Дрюон) (1035—1058);
- Гильбер (1059 — 12.09.1063);
- Гидо (1063—1085);
- Урсьон де Мелён (1085—1089);
- Фульк де Даммартен (1089—1095) — бенедиктинец;
- Роже II (1095—1096);
- Ансель (12.07.1096 — 21.11.1099);
- Гальон (1100—1104/1105) — назначен епископом Парижа;
- Годфруа де Писслё (1105 — 02.12.1113);
- Пьер де Даммартен (12.06.1114 — 08.11.1133);
- Одо II (1133—1144);
- Одо III (1144—1148);
- Генрих Французский (1149 — 14.01.1162) — назначен архиепископом Реймса;
- Бартелеми де Монкорне (1162 — 17.05.1175);
- Филипп де Дрё (1175 — 04.11.1217);
- Милон де Нантёй (19.12.1217 — 06.09.1234);
- Годфруа де Клермон (25.12.1234 — 1236);
- Робер де Крессонсак (1237—1248);
- Гильом де Гре (1249 — 22.02.1267);
- Рено де Нантёй (31.03.1267 — 27.09.1283);
- Тибо де Нантёй (1283 — 26.12.1300);
- Симон де Клермон де Нель (28.06.1301 — 22.12.1312);
- Жан де Мариньи (08.01.1313 — 14.05.1347) — назначен архиепископом Руана;
- Гильом Бертран (14.05.1347 — 19.05.1356);
- Филипп Алансонский (08.06.1356 — 03.07.1359) — назначен архиепископом Руана;
- Жан де Дорман (12.07.1359 — 22.09.1368);
- Жан д’Ангеран (1368 — 24.01.1375);
- Милон де Дорман (31.01.1375 — 17.08.1387);
- Гильом де Вьенн (26.08.1387 — 29.03.1389) — бенедиктинец, назначен архиепископом Руана;
- Тома д’Этутвиль (29.03.1389 — 22.03.1395);
- Луи д’Oрлеан (02.04.1395 — 1397);
- Пьер де Савуази (16.01.1398 — 13.09.1412);
- Бернар де Шевнон (29.03.1413 — 16.02.1420);
- Осташ де Лестр (1420—1420);
- Пьер Кошон (21.08.1420 — 29.01.1432) — назначен епископом Лизье;
- Жан Жювенель дез Юрсен (29.01.1432 — 03.04.1444) — назначен епископом Лаона;
- Гильом де Элланд (03.04.1444 — 03.04.1462);
- Жан де Бар(14.05.1462 — 15.03.1488);
- Луи де Вилье де Л'Иль-Адан (1488 — 24.08.1521);
- Мишель де Савуа (02.10.1521 — 1522);
- Антуан Ласкарис (12.01.1523 — 10.01.1530) — назначен епископом Лиможа;
- Шарль де Вилье (10.01.1530 — 27.09.1535);
- Оде де Колиньи (20.10.1535 — 1563) — апостольский администратор;
  - вакантно (1563—1569);
- Шарль де Бурбон-Вандом (26.08.1569 — 24.08.1575) — апостольский администратор;
- Николя Фюме (24.08.1575 — 03.03.1593);
- Рене Потье (23.09.1596 — 04.10.1616);
- Огюстен Потье (21.08.1617 — 1650);
- Николя Шоар де Бузенваль (03.10.1650 — 31.07.1679);
- Туссен де Форбен-Жансон (25.09.1679 — 24.03.1713);
- Франсуа-Оноре-Антуан де Бовилье де Сен-Эньян (30.08.1713 — 10.04.1728);
- Этьен-Рене Потье де Жевре (24.04.1728 — 22.05.1772);
- Блаженный Франсуа-Жозеф де Ла Рошфуко (22.06.1772 — 02.09.1792);
  - вакантно (1792—1801);
  - Жан-Батист Массьё (1792—1801) — антиепископ;
  - Кафедра упразднена (1801—1822);
- Клод-Луи де Лескен (13.01.1823 — 12.01.1825) — назначен епископом Ренна;
- Франсуа-Жан-Иасент Фётрье (26.01.1825 — 27.06.1830);
- Жан-Луи-Симон Лемерсье (07.09.1832 — 28.12.1837);
- Пьер-Мари Коттре (27.12.1837 — 13.11.1841);
- Жозеф-Арман Жиньу (15.12.1841 — 01.03.1878);
- Франсуа-Эдуард Асле (04.06.1878 — 12.02.1880) — назначен архиепископом Авиньона;
- Дезире-Жозеф Даннель (12.02.1880 — 01.07.1884) — назначен епископом Арраса;
- Жозеф-Максанс Перонн (01.07.1884 — 20.02.1892);
- Эдмон-Фредерик Фузе (26.11.1892 — 07.12.1899) — назначен епископом Руана;
- Мари-Жан-Селестен Дуэ (07.12.1899 — 28.02.1915);
- Эжен-Станислас Ле Сенн (01.06.1915 — 14.03.1937);
- Феликс Рёде (14.08.1937 — 21.02.1955);
- Пьер-Мари Лакуэнт (23.03.1955 — 23.04.1965);
- Стефан-Эмиль-Альфред Демазьер (02.08.1965 — 20.09.1978);
- Жак-Андре-Мари Жюлльен (20.09.1978 — 21.05.1984) — назначен епископом-коадьютером Ренна;
- Адольф-Мари Гюстав Арди (13.04.1985 — 13.05.1995);
- Ги-Мари-Александр Томазо (13.05.1995 — 28.08.2002) — назначен епископом Монпелье;
- Жан-Поль-Андре-Дени-Марсель Жаме (09.01.2003 — 08.07.2009) — назначен епископом Нанта;
- Жак Бенуа-Гоннен (с 18 марта 2010 года — по настоящее время).

## Статистика
На конец 2006 года из 779 916 человек, проживающих на территории епархии, католиками являлись 690 000 человек, что соответствует 88,5 % от общего числа населения епархии.
| год  | население | население | население | священники | священники        | священники         | священники                           | постоянные диаконы | монахи  | монахи  | приходы |
| год  | католики  | всего     | %         | всего      | белое духовенство | черное духовенство | число католиков на одного священника | постоянные диаконы | мужчины | женщины | приходы |
| ---- | --------- | --------- | --------- | ---------- | ----------------- | ------------------ | ------------------------------------ | ------------------ | ------- | ------- | ------- |
| 1948 | 394.500   | 396.724   | 99,4      | 376        | 361               | 15                 | 1.049                                |                    | 60      | 572     | 551     |
| 1959 | 435.000   | 450.000   | 96,7      | 463        | 370               | 93                 | 939                                  |                    | 208     | 580     | 710     |
| 1970 | ?         | 540.998   | ?         | 376        | 327               | 49                 | ?                                    |                    | 72      | 545     | 712     |
| 1980 | 475.000   | 620.450   | 76,6      | 282        | 244               | 38                 | 1.684                                | 5                  | 59      | 490     | 709     |
| 1990 | 583.000   | 712.000   | 81,9      | 255        | 192               | 63                 | 2.286                                | 12                 | 100     | 394     | 706     |
| 1999 | 698.000   | 780.000   | 89,5      | 156        | 141               | 15                 | 4.474                                | 18                 | 50      | 275     | 45      |
| 2000 | 685.000   | 765.011   | 89,5      | 132        | 117               | 15                 | 5.189                                | 18                 | 45      | 275     | 45      |
| 2001 | 700.000   | 765.011   | 91,5      | 195        | 182               | 13                 | 3.589                                | 19                 | 44      | 261     | 45      |
| 2002 | 710.000   | 766.441   | 92,6      | 180        | 152               | 28                 | 3.944                                | 21                 | 57      | 247     | 45      |
| 2003 | 690.000   | 766.441   | 90,0      | 164        | 136               | 28                 | 4.207                                | 19                 | 54      | 238     | 45      |
| 2004 | 685.000   | 766.441   | 89,4      | 154        | 123               | 31                 | 4.448                                | 19                 | 45      | 215     | 45      |
| 2006 | 690.000   | 779.916   | 88,5      | 137        | 120               | 17                 | 5.036                                | 22                 | 41      | 194     | 45      |